# Nylon
Nylon (từ tiếng Pháp: nylon) là một tên gọi chung cho một họ polymer tổng hợp bao gồm các polyamide (Monomer được liên kết bởi các liên kết amide). Nylon là một chất dẻo nhiệt giống như nhựa nhiệt dẻo, thường được làm từ dầu mỏ, có thể được chế biến nóng chảy thành sợi, màng mỏng hoặc nhiều hình dạng khác nhau.